# Поліська вулиця (Київ)
Полі́ська ву́лиця — вулиця в Дарницькому районі міста Києва, місцевості Нова Дарниця, Рембаза. Пролягає від Бориспільської вулиці до вулиці Бориса Антоненка-Давидовича.
Прилучається вулиця Миколи Вінграновського та Поліський провулок, яким здійснюється транспортне сполучення з Поліською вулицею.

## Історія
Вулиця виникла в середині XX століття як частина Тростянецької вулиці. У довіднику «Вулиці Києва» 1975 року Поліська вулиця зазначена як запроєктована, 1978 року — ліквідована у зв'язку з переплануванням місцевості. 
Відокремлена під сучасною назвою в 1990 році (через виникнення перерви в проляганні Тростянецької вулиці внаслідок промислового будівництва).

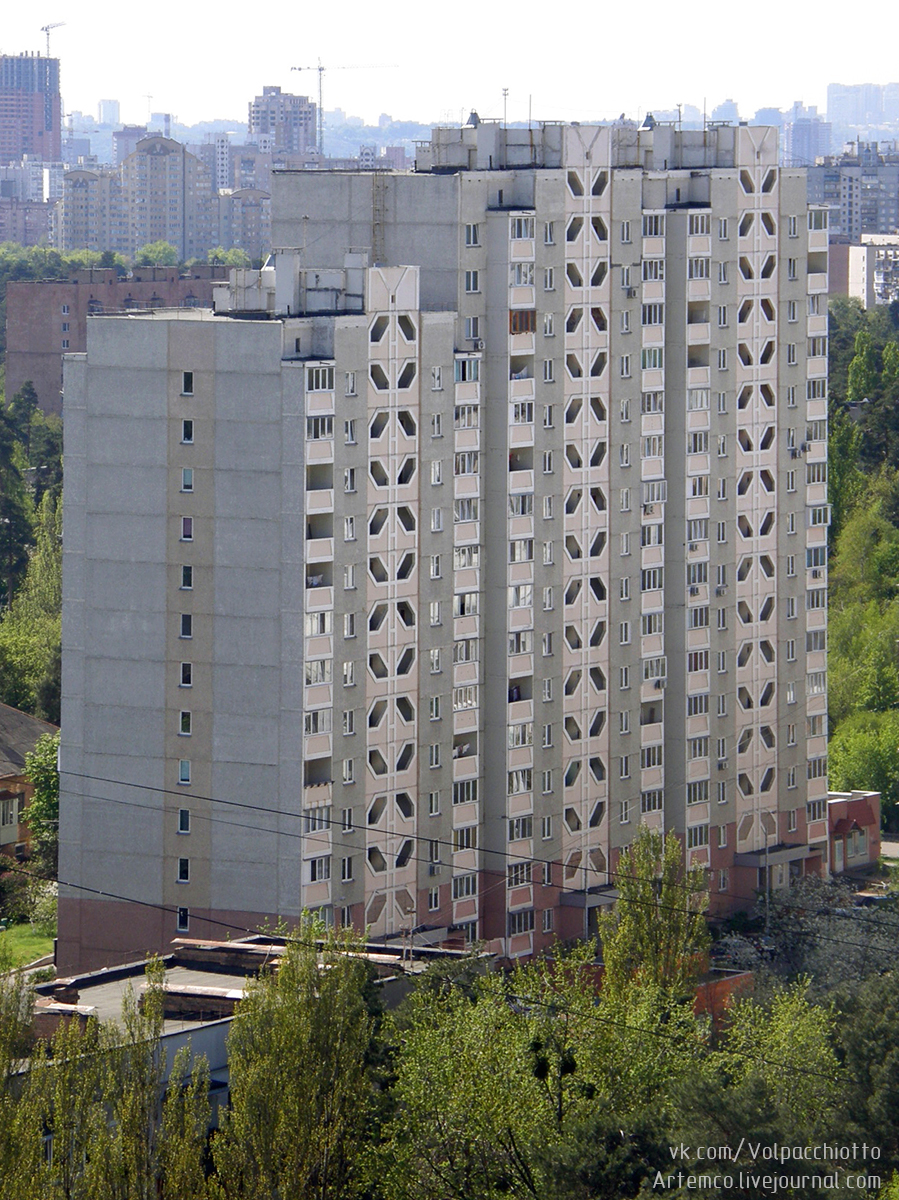
№ 15а – будинок серії КТУ 2006 р.